# 东明镇 (卢氏县)
东明镇，是中华人民共和国河南省三門峽市卢氏县下辖的一个乡镇级行政单位。

## 行政区划
东明镇下辖以下地区：
东明村、东营村、蒋渠村、北苏村、祁寸湾村、高庄村、谢家路村、太平村、火炎村、先峪村、庙凹村、当家村、石龙村、张麻村、黑马村、河西村、涧北村、小湾村、后河村、东坪村、段家村、铁峰村和峰云村。